# Psectrosciara dissita
Psectrosciara dissita är en tvåvingeart som beskrevs av Dalton de Souza Amorim och Haenni 1992. Psectrosciara dissita ingår i släktet Psectrosciara och familjen dyngmyggor. Inga underarter finns listade i Catalogue of Life.